# Senad Lulić
Senad Lulić (* 18. ledna 1986 Mostar) je bývalý bosenský profesionální fotbalista, který hrával na pozici krajního záložníka či obránce. Svoji hráčskou kariéru ukončil v létě 2021 v italském klubu SS Lazio. Mezi lety 2008 a 2017 odehrál také 57 utkání v dresu bosenské reprezentace, ve kterých vstřelil 4  branky. Účastník Mistrovství světa 2014 v Brazílii.

## Klubová kariéra
Jeho rodina se i s ním odstěhovala kvůli válce v Bosně a Hercegovině z vlasti do Švýcarska, kde Senad začal s fotbalem. Postupně hrál za švýcarské kluby FC Chur 97, AC Bellinzona, Grasshopper Club Zürich a BSC Young Boys.
V červnu 2011 přestoupil za 3 miliony eur do Lazia Řím, kde podepsal pětiletý kontrakt.

## Reprezentační kariéra
V bosenském reprezentačním A-mužstvu debutoval proti hostujícímu Ázerbájdžánu 1. června 2008, který se kvůli odvolání trenéra Mehmeda Kodra rozhodla řada etablovaných bosenských reprezentantů bojkotovat. Bosna a Hercegovina vyhrála tento přátelský zápas 1:0. Na další nominaci si musel počkat více než dva roky, do srpna 2010.
6. září 2013 nastoupil na domácím stadionu Bilino Polje v Zenici v kvalifikačním utkání na MS 2014 proti Slovensku, který Bosna prohrála 0:1. Šlo o první porážku bosenského týmu v tomto kvalifikačním cyklu. Nastoupil i v odvetném kvalifikačním zápase 10. září 2013 v Žilině, kde Bosna porazila Slovensko 2:1 a uchovala si naději na první místo v základní skupině G. Celkem v kvalifikaci na MS 2014 vstřelil 1 gól (proti Lotyšsku) a přispěl k historicky prvnímu postupu Bosny a Hercegoviny na mundial.
Zúčastnil se Mistrovství světa 2014 v Brazílii, kde Bosna a Hercegovina obsadila se 3 body nepostupové třetí místo v základní skupině F.